# Station Stare Czarnowo
Station Stare Czarnowo was een spoorwegstation in de Poolse plaats Stare Czarnowo (Neumark (Kr. Greifenhagen)).